# Gusztáv párt választ
A Gusztáv párt választ a Gusztáv című rajzfilmsorozat negyedik évadjának hetedik része.

## Rövid tartalom
Gusztávnak még a legcsinosabb, legérdeklődőbb nők ellen is kifogása van. Csalódásában végül a számítógéphez fordul, mely kidobja számára a legtökéletesebb párt…

## Alkotók
- Rendezte: Kovács István, Tóth Sarolta
- Forgatókönyvíró és képterv: Kovács István
- Dramaturg: Lehel Judit
- Zenéjét szerezte: Pethő Zsolt
- Operatőr: Henrik Irén
- Hangmérnök: Bársony Péter
- Kamera: Cselle László
- Vágó: Czipauer János
- Tervezte: Tóth Sarolta
- Háttér: Herpai Zoltán
- Rajzolták: Kuzma Istvánné, Danyi Gáborné
- Színes technika: Kun Irén
- Gyártásvezető: Doroghy Judit
- Produkciós vezető: Imre István

A Magyar Televízió megbízásából a Pannónia Filmstúdió készítette.